# 松崎バスターミナル

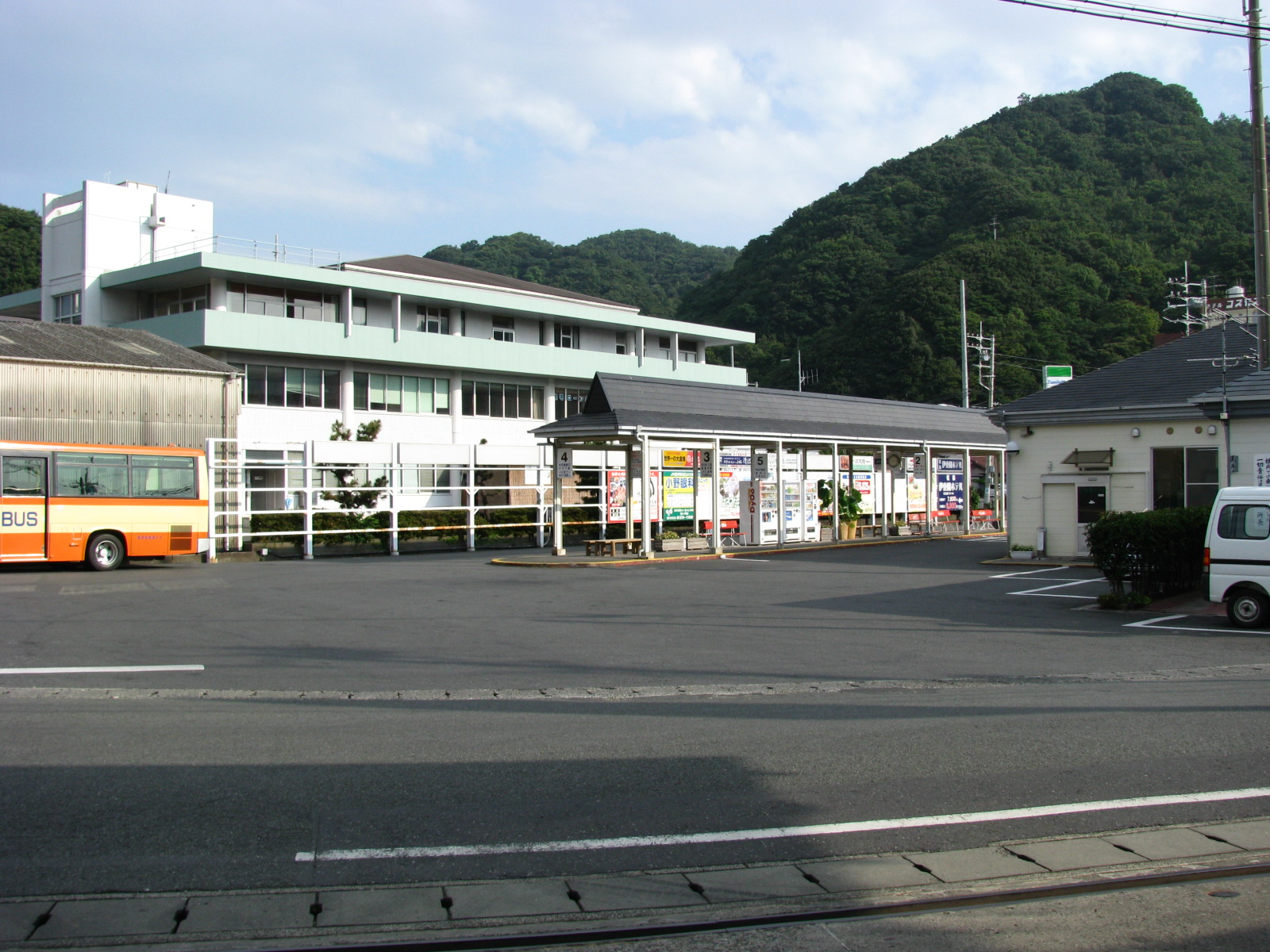
松崎バスターミナル

松崎バスターミナル（まつざきバスターミナル）は、静岡県賀茂郡松崎町にある東海バスのバスターミナルである。松崎町内や周辺自治体に向かう路線バスが発着している。松崎町内では「松崎駅」と呼ばれることもある。

## 構造
東海バス松崎営業所に併設している。建物は平屋建ての構造で、待合所や乗車券販売窓口、トイレがある。

## 発着路線
以下の路線が発着している。自主運行路線も含めてすべての路線を東海バスが運行している。なお、1番のりばはW10松崎神田線が発着していたが廃止されている。
| のりば | 系統番号    | 路線名                 | 路線名                 | 主要経由地                                                                       | 行先           | 備考                                                                                         |
| ------ | ----------- | ---------------------- | ---------------------- | -------------------------------------------------------------------------------- | -------------- | -------------------------------------------------------------------------------------------- |
| 2      | W40         | バサラ峠線             | バサラ峠線             | 仁科車庫                                                                         | 堂ヶ島         |                                                                                              |
| 2      | W60         | マーガレット線（ML線） | マーガレット線（ML線） | 仁科車庫                                                                         | 堂ヶ島         |                                                                                              |
| 3      | W39（快速） | 西海岸線               |                        | 仁科車庫・堂ヶ島・田子上・宇久須・土肥温泉・馬場・船原温泉・出口・狭間           | 修善寺駅       | 田子・安良里地区はBP経由、一部便は土肥港フェリーターミナル経由や本立野経由、三島駅行となる。 |
| 3      | W30         | 西海岸線               |                        | 仁科車庫・堂ヶ島・田子上・宇久須・土肥温泉・馬場・船原温泉・出口・狭間           | 修善寺駅       | 田子・安良里地区は旧道経由                                                                   |
| 3      | W32         | 西海岸線               |                        | 仁科車庫・堂ヶ島                                                                 | 田子上         | 閉校日昼1便のみ運行                                                                          |
| 3      | W33         | 西海岸線               | 松崎神田線（自主）     | 仁科車庫・堂ヶ島・田子上・宇久須・田子郵便局                                     | 神田（じんで） | 西伊豆町自主運行路線                                                                         |
| 3      | W34         | 西海岸線               |                        | 仁科車庫・堂ヶ島・田子上                                                         | 宇久須         |                                                                                              |
| 3      | W35         | 西海岸線               |                        | 仁科車庫・堂ヶ島・田子上・宇久須・土肥温泉・八幡神社                             | 馬場（ばんば） | 開校日朝1便のみ運行                                                                          |
| 4      | W40         | バサラ峠線             | バサラ峠線             | 松崎高校入口・大沢温泉口・小杉原・バサラ峠・蓮台寺駅・中村大橋                   | 下田駅         | 一部便は松崎高校経由                                                                         |
| 5      | W41         | バサラ峠線             | 松崎小杉原線（自主）   | 松崎高校入口・大沢温泉口                                                         | 小杉原         | 松崎町自主運行路線、開校日朝1便のみ運行                                                      |
| 5      | W50         | 池代線                 | 松崎池代線（自主）     | 松崎高校入口・大沢温泉口                                                         | 池代           | 松崎町自主運行路線、毎日昼1便のみ運行                                                        |
| 5      | W55         | 八木山線               | 松崎八木山線（自主）   | 長八美術館・自動車学校・重文岩科学校                                             | 八木山         | 松崎町自主運行路線                                                                           |
| 6      | W60         | マーガレット線（ML線） | マーガレット線（ML線） | 長八美術館・雲見温泉・雲見入谷・子浦・下賀茂・南伊豆役場前・南伊豆病院・金原車庫 | 下田駅         |                                                                                              |
| 6      | W61         | 雲見入谷線             | 松崎雲見入谷線（自主） | 長八美術館・雲見温泉                                                             | 雲見入谷       | 松崎町自主運行路線                                                                           |

## 周辺
- 静岡銀行松崎支店
- JAふじ伊豆松崎支店
- ファミリーマート伊豆松崎店
- 松崎郵便局
- apollostation（サガミシード）松崎SS